# Frankrijk op de Olympische Zomerspelen 1932
Frankrijk nam deel aan de Olympische Zomerspelen 1932 in Los Angeles, Verenigde Staten. Ten opzichte van vier jaar eerder haalde het in totaal twee medailles minder, maar wel vier gouden medailles meer. Dit was goed voor de derde plaats in het medailleklassement.

## Medailleoverzicht
| Sport         | Olympiër(s)                                                                                    | Onderdeel                  | Medaille |
| ------------- | ---------------------------------------------------------------------------------------------- | -------------------------- | -------- |
| Gewichtheffen | Raymond Suvigny                                                                                | -60kg (m)                  | Goud     |
| Gewichtheffen | René Duverger                                                                                  | -67,5kg (m)                | Goud     |
| Gewichtheffen | Louis Hostin                                                                                   | -82,5kg (m)                | Goud     |
| Paardensport  | Xavier Lesage                                                                                  | dressuur individueel       | Goud     |
| Paardensport  | André Jousseaume Xavier Lesage Charles Marion                                                  | dressuur team              | Goud     |
| Schermen      | Georges Buchard Philippe Cattiau Fernand Jourdant Jean Piot Bernard Schmetz Georges Tainturier | degen team (m)             | Goud     |
| Schermen      | René Bondoux René Bougnol Philippe Cattiau Edward Gardère René Lemoine Jean Piot               | floret team (m)            | Goud     |
| Wielrennen    | Louis Chaillot Maurice Perrin                                                                  | tandem (m)                 | Goud     |
| Worstelen     | Charles Pacôme                                                                                 | -66kg vrije stijl (m)      | Goud     |
| Zeilen        | Jacques Lebrun                                                                                 | Eenmans Olympisch Monotype | Goud     |
|               |                                                                                                |                            |          |
| Paardensport  | Charles Marion                                                                                 | dressuur individueel       | Zilver   |
| Schermen      | Georges Buchard                                                                                | degen (m)                  | Zilver   |
| Wielrennen    | Louis Chaillot                                                                                 | sprint (m)                 | Zilver   |
| Wielrennen    | Paul Chocque Amédée Fournier René Le Grèves Henri Mouillefarine                                | ploegenachtervolging (m)   | Zilver   |
| Zwemmen       | Jean Taris                                                                                     | 400m vrije slag (m)        | Zilver   |
|               |                                                                                                |                            |          |
| Atletiek      | Paul Winter                                                                                    | discuswerpen (m)           | Brons    |
| Roeien        | Pierre Brunet Anselme Brusa André Giriat                                                       | twee-met (m)               | Brons    |
| Wielrennen    | Charles Rampelberg                                                                             | tijdrit (m)                | Brons    |
| Worstelen     | Louis François                                                                                 | -56kg Grieks-Romeins (m)   | Brons    |

## Resultaten per onderdeel
(m) = mannen, (v) = vrouwen 

### Atletiek
| Olympiër        | Onderdeel              | Resultaat | Prestatie                                        |
| --------------- | ---------------------- | --------- | ------------------------------------------------ |
| Jean Keller     | 800m (m)               | DNF       | serie 1: niet gefinisht                          |
| Séraphin Martin | 800m (m)               | 8e        | serie 3: 2de in 1.53,2 finale: 8ste in 1.53,6    |
| René Morel      | 800m (m)               | 13e       | serie 2: 6de in 1.55,2                           |
| Roger Rochard   | 5000m (m)              | DNF       | serie 2: 4de in 15.37,8 finale: niet gefinisht   |
| André Adelheim  | 400m horden (m)        | 11e       | serie 3: 2de in 54,3 halve finale 2: 5de in 53,8 |
| Roger Vigneron  | 3000m steeplechase (m) | 11e       | serie 1: 6de in 9.57,0                           |
| François Bégeot | marathon (m)           | 16e       | 2:53.34                                          |
| Henri Quintric  | 50km snelwandelen (m)  | 7e        | 5:27.25                                          |
| Claude Ménard   | hoogspringen (m)       | 9e        | 1,85m                                            |
| Clément Duhour  | kogelstoten (m)        | 11e       | 13,960m                                          |
| Jules Noël      | kogelstoten (m)        | 8e        | 14,530m                                          |
| Paul Winter     | kogelstoten (m)        | 13e       | 13,140m                                          |
| Clément Duhour  | discuswerpen (m)       | 16e       | 40,22m                                           |
| Jules Noël      | discuswerpen (m)       | 4e        | 47,74m                                           |
| Paul Winter     | discuswerpen (m)       | Brons     | 47,85m                                           |

### Boksen
| Olympiër       | Onderdeel    | Resultaat | Prestatie |
| -------------- | ------------ | --------- | --- |
| Gaston Fayaud  | -50,8kg (m)  | 9e        | 1ste ronde: V van HUN Enekes: punten |
| Paul Nicolas   | -53,52kg (m) | 5e        | 1ste ronde: vrij kwartfinale: V van GER Ziglarski: punten |
| Henri Walter   | -57,15kg (m) | 5e        | 1st ronde: vrij kwartfinale: V van ITA Alessandri: punten |
| Gaston Mayor   | -61,24kg (m) | 5e        | 1ste ronde: W van MEX Ponce: punten kwartfinale: V van SWE Ahlqvist: punten                                                                                  |
| Lucien Laplace | -66,68kg (m) | 5e        | 1ste ronde: W van PHI Padilla sr. kwartfinale: V van GBR McCleave: punten                                                                                    |
| Roger Michelot | -72,57kg (m) | 4e        | 1ste ronde: W van CAN Lavoie: punten kwartfinale: W van GER Bernlöhr: punten halve finale: V van ARG Azar punten bronzen finale: V van RSA Peirce: walk-over |

### Gewichtheffen
| Olympiër        | Onderdeel   | Resultaat | Prestatie                                                                               |
| --------------- | ----------- | --------- | --------------------------------------------------------------------------------------- |
| Raymond Suvigny | -60kg (m)   | Goud      | duwen: 2de met 82,5kg trekken: 1ste met 87,5kg stoten: 1ste met 117,5kg totaal: 287,5kg |
| René Duverger   | -67,5kg (m) | Goud      | duwen: 1ste met 97,5kg trekken: 1ste met 102,5kg stoten: 1ste met 125kg totaal: 325kg   |
| Roger François  | -75kg (m)   | 4e        | duwen: 1ste met 102,5kg trekken: 4de met 102,5kg stoten: 4de met 130kg totaal: 335kg    |
| Louis Hostin    | -82,5kg (m) | Goud      | duwen: 1ste met 102,5kg trekken: 1ste met 112,5kg stoten: 1ste met 150kg totaal: 365kg  |
| Marcel Dumoulin | +82,5kg (m) | 4e        | duwen: 5de met 95kg trekken: 4de met 107,5kg stoten: 4de met 140kg totaal: 342,5kg      |

### Moderne vijfkamp
| Olympiër       | Onderdeel | Resultaat | Prestatie   |
| -------------- | --------- | --------- | ----------- |
| Ivan Duranthon | mannen    | 10e       | 54,5 punten |

### Paardensport
| Olympiër                                      | Onderdeel   | Resultaat | Prestatie      |
| Dressuur                                      | Dressuur    | Dressuur  | Dressuur       |
| --------------------------------------------- | ----------- | --------- | -------------- |
| André Jousseaume                              | individueel | 5e        | 871,25 punten  |
| Xavier Lesage                                 | individueel | Goud      | 1031,25 punten |
| Charles Marion                                | individueel | Zilver    | 916,25 punten  |
| André Jousseaume Xavier Lesage Charles Marion | team        | Goud      | 2818,75 punten |

### Roeien
| Olympiër                                            | Onderdeel       | Resultaat | Prestatie                                          |
| --------------------------------------------------- | --------------- | --------- | -------------------------------------------------- |
| Anselme Brusa André Giriat Pierre Brunet (stuurman) | twee-met (m)    | Brons     | 8.41,2                                             |
| Fernand Vandernotte Marcel Vandernotte              | twee-zonder (m) | 5e        | serie 1: 2de in 7.54,6 herkansingen: 3de in 8.13,0 |

### Schermen
| Olympiër                                                                                       | Onderdeel       | Resultaat | Prestatie |
| ---------------------------------------------------------------------------------------------- | --------------- | --------- | --- |
| Georges Buchard                                                                                | degen (m)       | Zilver    | 1ste ronde groep 1: 2de met 12 punten halve finale 1: 2de met 12 punten finale: 2de met 16 punten                    |
| Philippe Cattiau                                                                               | degen (m)       | 6e        | 1ste ronde groep 3: 2de met 10 punten halve finale 1: 5de met 10 punten finale: 6de met 13 punten                    |
| Bernard Schmetz                                                                                | degen (m)       | 5e        | 1ste ronde groep 2: 2de met 15 punten halve finale 2: 1ste met 14 punten finale: 5de met 14 punten                   |
| Georges Buchard Philippe Cattiau Fernand Jourdant Jean Piot Bernard Schmetz Georges Tainturier | degen team (m)  | Goud      | 1ste ronde groep 1: 1ste halve finale 2: 1ste finale: 1ste                                                           |
| René Bougnol                                                                                   | floret (m)      | 8e        | 1ste ronde groep 1: 3de met 3 overwinningen halve finale 2: 5de met 4 overwinningen finale: 8ste met 3 overwinningen |
| Philippe Cattiau                                                                               | floret (m)      | 9e        | 1ste ronde groep 2: 2de met 6 overwinningen halve finale 1: 3de met 6 overwinningen finale: 9de met 2 overwinningen  |
| Edward Gardère                                                                                 | floret (m)      | 11e       | 1ste ronde groep 3: 3de met 5 overwinningen halve finale 1: 6de met 4 overwinningen                                  |
| René Bondoux René Bougnol Philippe Cattiau Edward Gardère René Lemoine Jean Piot               | floret team (m) | Goud      | 1ste ronde groep 1: 1ste finale: 1ste                                                                                |
| Oziol de Pignol                                                                                | sabel (m)       | DNS       | 1ste ronde groep 2: niet gestart                                                                                     |
| Edward Gardère                                                                                 | sabel (m)       | 11e       | 1ste ronde groep 3: 1ste met 5 overwinningen halve finale 1: 6de met 3 overwinningen                                 |
| Jean Piot                                                                                      | sabel (m)       | 17e       | 1ste ronde groep 1: 4de met 3 overwinningen halve finale 2: 7de met 0 overwinningen                                  |
|                                                                                                |                 |           | |
| Jeanne Vical                                                                                   | floret (v)      | 16e       | 1ste ronde groep 2: 8ste met 0 overwinningen                                                                         |

### Schoonspringen
| Olympiër       | Onderdeel    | Resultaat | Prestatie     |
| -------------- | ------------ | --------- | ------------- |
| Émile Poussard | 3m plank (m) | 7e        | 128,66 punten |

### Wielersport
| Olympiër                                                        | Onderdeel                | Resultaat | Prestatie |
| Baan                                                            | Baan                     | Baan      | Baan |
| --------------------------------------------------------------- | ------------------------ | --------- | --- |
| Charles Rampelberg                                              | tijdrit (m)              | Brons     | 1:13.4 |
| Louis Chaillot                                                  | sprint (m)               | Zilver    | serie 1: 1ste in 13,0 kwartfinale 1: W van CAN Marchiori: 12,9 halve finale 1: W van AUS Gray: 12,8 finale: V van NED van Egmond |
| Maurice Perrin Louis Chaillot                                   | tandem (m)               | Goud      | serie 1: W van GBR Perrin/Chaillot: 13,2 halve finale 1: W van DEN Christensen/Gervin finale: W van GBR E Chambers/S Chambers    |
| Amédée Fournier René Le Grevès Henri Mouillefarine Paul Chocque | ploegenachtervolging (m) | Zilver    | kwalificatie: 2de in 4.54,4 halve finale 1: W van Groot-Brittannië: 4.53,9 finale: V van Italië: 4.55,7                          |
| Weg                                                             |                          |           | |
| Paul Chocque                                                    | tijdrit (m)              | 10e       | 2:33:24.4 |
| Amédée Fournier                                                 | tijdrit (m)              | 13e       | 2:36:06.4 |
| Henri Mouillefarine                                             | tijdrit (m)              | 14e       | 2:37:00.8 |
| Georges Conan                                                   | tijdrit (m)              | 24e       | 2:38:58.6 |
| Paul Chocque Amédée Fournier Henri Mouillefarine                | ploegentijdrit (m)       | 5e        | 7:46:31.8 |

### Worstelen
| Olympiër             | Onderdeel   | Resultaat   | Prestatie |
| Vrije stijl          | Vrije stijl | Vrije stijl | Vrije stijl |
| -------------------- | ----------- | ----------- | --- |
| Julien Depuichaffray | -56kg (m)   | 5e          | 1ste ronde: W van SWE Vingren 2de ronde: V van USA Pearce 3de ronde: V van HUN Zombori                                       |
| Jean Chasson         | -61kg (m)   | 6e          | 1ste ronde: W van MEX Arellano 2de ronde: V van GRE Pearce 3de ronde: V van GBR Taylor                                       |
| Charles Pacôme       | -66kg (m)   | Goud        | 1ste ronde: W van EST Käpp 2de ronde: W van JPN Eitaro 3de ronde: vrij 4de ronde: W van SWE Klaren finale: W van HUN Karpati |
| Émile Poilvé         | -79kg (m)   | 5e          | 1ste ronde: V van HUN Tunyogi 2de ronde: W van CAN Stockton 3de ronde: V van SWE Johansson                                   |
| Grieks-Romeins       |             |             | |
| Louis François       | -56kg (m)   | Brons       | 1ste ronde: V van SWE Tuvesson 2de ronde: W van HUN Szekfü 3de ronde: vrij 4de ronde: W van ITA Nizzola                      |
| Emile Poilvé         | -79kg (m)   | 4e          | 1ste ronde: V van FIN Kokkinen                                                                                               |

### Zeilen
| Olympiër                          | Onderdeel                  | Resultaat | Prestatie |
| --------------------------------- | -------------------------- | --------- | --- |
| Jacques Lebrun                    | Eenmans Olympisch Monotype | Goud      | 6 punten (6e) 5 punten (7e) 8 punten (4e) 11 punten (1e) 9 punten (3e) 11 punten (1e) 9 punten (3e) 8 punten (4e) 7 punten (5e) 87 punten |
| Jean Peytel Jean-Jacques Herbulot | star                       | 5e        | 0 punten (dnf) 6 punten (2e) 5 punten (3e) 6 punten (2e) 0 punten (dsq) 4 punten (4e) 26 punten                                           |

### Zwemmen
| Olympiër         | Onderdeel            | Resultaat | Prestatie                                                                     |
| ---------------- | -------------------- | --------- | ----------------------------------------------------------------------------- |
| Jean Taris       | 400m vrije slag (m)  | Zilver    | serie 4: 1ste in 4.53,3 halve finale 1: 2de in 4.52,3 finale: 2de in 4.48,5   |
| Jean Taris       | 1500m vrije slag (m) | 6e        | serie 1: 3de in 20.01,2 halve finale 1: 2de in 20.04,2 finale: 6de in 20.09,7 |
| Marcel Noual     | 100m rugslag (m)     | DSQ       | serie 3: gediskwalificeerd                                                    |
| Ulysse Cartonnet | 200m schoolslag (m)  | 7e        | serie 1: 3de in 2.50,8 halve finale 1: 4de in 2.50,9                          |
| Alfred Schoebel  | 200m schoolslag (m)  | 11e       | serie 3: 3de in 2.56,6                                                        |
|                  |                      |           |                                                                               |
| Yvonne Godard    | 100m vrije slag (v)  | 9e        | serie 1: 2de in 1.12,2 halve finale 1: 5de in 1.14,1                          |
| Yvonne Godard    | 400m vrije slag (v)  | 5e        | serie 1: 3de in 5.57,8 halve finale 2: 2de in 6.00,1 finale: 5de in 5.54,4    |

Argentinië · Australië · België · Brazilië · Brits-Indië · Canada · Colombia · Denemarken · Duitsland · Estland · Filipijnen · Finland · Frankrijk · Griekenland · Groot-Brittannië · Haïti · Hongarije · Ierland · Italië · Japan · Joegoslavië · Letland · Mexico · Nederland · Nieuw-Zeeland · Noorwegen · Oostenrijk · Polen · Portugal · Republiek China · Spanje · Tsjecho-Slowakije · Uruguay · Verenigde Staten · Zuid-Afrika · Zweden · Zwitserland